# Justus Olshausen
Justus Olshausen, né le 9 mai 1800 à Hohenfelde (Duché de Holstein) et mort le 28 décembre 1882 à Berlin, est un orientaliste allemand, spécialisé dans l'étude des langues et littératures persanes (il est notamment précurseur de l'enseignement du pahlavi) et de sémitologie.

## Biographie
Fils du surintendant Detlev Olshausen (de), Olshausen étudie les langues orientales aux universités de Kiel, de Berlin et de Paris (où il est élève de Silvestre de Sacy). Ses frères sont Hermann Olshausen, Theodor Olshausen (de) et Wilhelm Olshausen (de).
En 1823-1852, il est professeur à l'université de Kiel, dont il est renvoyé pour avoir critiqué le gouvernement danois. En 1841, il effectue un voyage en Orient. Après Kiel, il est bibliothécaire principal et enseigne les langues orientales à l'université de Königsberg. De 1858 à 1874, il est conseiller du ministère de l'instruction du royaume de Prusse. Il est nommé membre de l'académie des sciences de Prusse en 1860 et en 1864 membre-correspondant de l'académie des sciences de Saint-Pétersbourg.

## Publications principales
- Emendationen zum Alten Testament, Kiel, 1826.
- Die Pehlewilegenden auf den Münzen der letzten Sâsâniden. Kopenhagen, 1843.
- Katalog der arabischen und persischen Handschriften der königlichen Bibliothek in Kopenhagen, Kopenhagen, 1851.
- Erklärung der Psalmen, Leipzig, 1853.
- Lehrbuch der hebräischen Sprache, Braunschweig, 1861.
- Prüfung des Charakters der in den assyrischen Keilschriften enthaltenen semitischen Sprache, Berlin, 1865.